# Patmos (Arkansas)
Ne doit pas être confondu avec Patmos.
Patmos est un village situé dans l’État américain de l'Arkansas, dans le comté de Hempstead.

## Dans la culture populaire
Dans la série The Residents, l'épisode "The Bunny Boy", Bunny cherche son frère, Harvey. Le croyant sur l'île grecque de Patmos, il se trouve en réalité à Patmos, en Arkansas, tachant d'empêcher l'apocalypse d'advenir. 